# Vātsyāyana Mallanaga
Vātsyāyana Mallanaga, forma spolszczona Watsjajana (ok. 250 r. n. e.) – domniemany hinduski poeta, autor Kamasutry, napisanej w sanskrycie, ówczesnym języku uczonych. Nic więcej nie wiadomo o życiu autora.
Davadatte Shastri (1912–1982), który opublikował w 1964 r. komentarz w języku hindi na temat Kamasutry, zbierał materiały dotyczące tożsamości Vatsyayany Mallanagi, ale nie doszło do ich wydania z powodu jego śmierci.